# Arno den Hartog
Arnold ("Arno") Pieter Bernard den Hartog (Oss, 8 november 1954) is een voormalig Nederlands hockeyer. Hij nam eenmaal deel aan de Olympische Spelen, maar won hierbij geen medailles. Hij kwam tussen 1979 en 1985 109 keer uit voor de Nederlandse hockeyploeg waarin hij 17 keer doel trof.
Hij maakte deel uit van de selectie die zesde werd op de Olympische Spelen 1984 in Los Angeles. In de Hoofdklasse kwam Den Hartog uit voor het Utrechtse Kampong. Na zijn hockeycarrière was hij bij de KNHB Hoofd Opleiding en Ontwikkeling, waarna hij in 1988 werd aangesteld als Coördinator Topsport.
Peter van Asbeck · 
Ewout van Asbeck · 
Lex Bos · 
Roderik Bouwman · 
Cees Jan Diepeveen · 
Theodoor Doyer · 
Maarten van Grimbergen · 
Arno den Hartog · 
Tom van 't Hek · 
Pierre Hermans · 
René Klaassen · 
Hans Kruize · 
Jan Hidde Kruize · 
Ties Kruize · 
Eric Pierik · 
Ron Steens ·
Coach: Wim van Heumen